# 1954 aux États-Unis
Chronologie des États-Unis
- 1950
- 1951
- 1952
- 1953
- 1954
- 1955
- 1956
- 1957
- 1958

Cette page concerne des événements d'actualité qui se sont produits durant l'année 1954 du calendrier grégorien aux États-Unis.

## Gouvernement
- Président : Dwight David Eisenhower
- Vice-président : Richard Nixon
- Secrétaire d'État : John Foster Dulles

- Chambre des représentants - Président :

## Événements
- 12 janvier : doctrine des représailles massives (John Foster Dulles).
- 21 janvier : le premier sous-marin à propulsion nucléaire au monde (le Nautilus) sort du chantier naval et croise devant New York.

- 15 février : le microbiologiste Jonas Salk, met au point le vaccin contre la poliomyélite en utilisant un virus inactivé. Testé sur plus d'un million d'enfants, il est déclaré efficace dès 1955.

- 1er mars : attentat au Capitole perpétré par quatre nationalistes portoricains.
- 1er mars - 22 avril : Opération Castle, série d'essais nucléaires sur l'atoll de Bikini.

- 7 avril : énonciation de la « théorie des dominos » à propos de l'Asie du Sud-Est.
- 13 avril : audition du physicien atomiste Oppenheimer qui se voit interdire toute participation aux recherches militaires américaines en raison de ses sympathies communistes et de son opposition aux expérimentations de la bombe H exprimée en 1950.
- 27 avril : le président Eisenhower renonce à l'opération Venture, qui prévoyait des frappes aériennes de l'US Air Force contre les positions des forces vietnamiennes. L'armée française, assiégée à Dien Bien Phu, comprend qu'elle ne sera pas secourue, et se rendra le 7 mai.
- 18 février : Le sénateur McCarthy s’en prend aux responsables de l’armée. Mais les méthodes inquisitoriales de la commission des activités antiaméricaines font l’objet de critiques de plus en plus vives.
- 13 mai : le Canada et les États-Unis s'entendent sur le projet de nouvelle voie maritime du Saint-Laurent pour relier les Grands Lacs.
- 17 mai : avec l'arrêt Brown v. Board of Education, la Cour suprême des États-Unis prend une des plus importantes décisions de son histoire. Décidé à l'unanimité des neuf juges, l'arrêt invalide les lois instaurant la ségrégation raciale dans les écoles et établit que l'application de la loi revient au gouvernement fédéral. Cette décision entraîne d'importantes manifestations dans les États du Sud et de violentes critiques de la part des journaux conservateurs.
- 17 juin : fin du maccarthisme.
- 1er juillet : réduction de 10 % de la fiscalité sur les droits d'accise et sur le revenu des ménages.
- 5 juillet : Elvis Presley enregistre That's All Right Mama au Studio Sun de Sam Phillips à Memphis, accompagné du guitariste Scotty Moore et du bassiste Bill Black. C'est ce brillant mélange de Rythm'&'Blues et de Hillybilly qui marquera le début du rock et de la musique moderne binaire.
- 20 juillet : Conférence de Genève. Les États-Unis reconnaissent la partition du Vietnam. Fin de toute aide militaire à l'armée française au Vietnam. Au total le MAAG aura fourni 1,5 milliard de dollars à la France.
- 8 septembre : Organisation du traité de l'Asie du Sud-Est. Pacte militaire signé entre les États-Unis et 7 pays d'Asie du Sud-Est.
- 30 août : amendement à l'Atomic Energy Act. Les compagnies privées obtiennent le droit de construire des réacteurs nucléaires pour la production d’électricité.
- 5 - 17 octobre : l'ouragan Hazel tue au moins 1 000 personnes en Haïti avant de frapper les États-Unis jusqu'à la région de Toronto.
- 30 novembre : la chute d'une météorite fait un blessé dans l'Alabama.
- 2 décembre : le Sénat des États-Unis vote une motion de censure contre McCarthy par 67 voix contre 22. Cette motion met fin de facto aux enquêtes anticommunistes de la commission sénatoriale envers l’Administration.
  - le parti démocrate redevient majoritaire au Congrès (232 sièges à la chambre et 49 sièges au Sénat).

## Économie et société
- La fin de la guerre de Corée et la baisse des dépenses militaires provoque une hausse du chômage (5,7 % de la population active), ce qui contraint le président Eisenhower à demander au Congrès d'importantes réductions fiscales pour soutenir la croissance.
- La situation du budget fédéral s'améliore avec la diminution du budget de l'armée. Les recettes se stabilisent à 69,7 milliards de dollars et les dépenses diminuent à 70,9 milliards de dollars.
- Forte baisse du déficit public à 1,2 milliard de dollars.
- Le président Eisenhower met fin au soutien militaire américain de la France en Indochine, ce qui précipite sa défaite.
- 35 milliards de dollars de dépenses militaires
- 0,3 % d'inflation
- Début de l'important activisme judiciaire de la Cour Suprême en faveur de la protection et de la défense des libertés individuelles (1950-1980).

## Naissances en 1954
- 17 février : Rene Russo, actrice américaine.
- 18 février : John Travolta, acteur, chanteur et scientologue américain.
- 15 juin : James Belushi, acteur américain.
- 8 septembre : Ruby Bridges, première enfant afro-américaine à intégrer une école pour enfants blancs en 1960
- 4 décembre : Tony Todd, acteur américain († 6 novembre 2024)
- 28 décembre : Denzel Washington,  acteur, réalisateur et producteur de cinéma américain

## Décès en 1954
- x